# Хныкин, Павел Викторович
Павел Викторович Хныкин (род. 5 апреля 1969 года) — советский, украинский пловец, двукратный призёр Олимпийских игр в Барселоне, мастер спорта СССР международного класса, Заслуженный мастер спорта Украины.

## Биография
П. В. Хныкин родился в Свердловске. Живет в г. Виннице.
На Олимпиаде 1992 года завоевал две серебряные награды в эстафете: комплексной и фристайл. В индивидуальном зачёте был 4-м на 100-метровке баттерфляем.
На Олимпиаде 1996 года в составе сборной Украины был 9-м в смешанной эстафете. В личном зачёте был 17-м на 50 м вольным стилем, 6-м — на 100-метровке вольным стилем и 8-м на 100-метровке баттерфляем.
На Олимпиаде 2000 года в составе сборной Украины был лишь 12-м в эстафете 4×100 м вольным стилем, а в индивидуальном зачёте был 27-м на 100-метровке вольным стилем.
В 2004 году на Олимпиаде украинцы в эстафете 4×100 м вольным стилем были 10-ми. На других дистанциях Павел не выступал.
В 1991 году в составе советской четверки стал чемпионом Европы в эстафете 4×100 вольным стилем. Позже в составе сборной Украины дважды завоевывал бронзу чемпионата Европы.
На чемпионатах мира завоевал серебро и две бронзы.
Двукратный чемпион Европы, дважды завоёвывал — серебро, один раз — бронзу чемпионата Европы.

## Лучшие результаты
- 50 м вольным стилем — 22.78 (1994)
- 100 м вольным стилем — 49.65 (1996)
- 50 м баттерфляем — 24.45 (2000
- 100 м баттерфляем — 53.25 (1996)